# KN-02 독사
KN-02 독사 미사일은 조선민주주의인민공화국의 고체연료형 이동식 단거리 지대지미사일이다. 북한판 랜스 미사일이다. 조선민주주의인민공화국은 시리아에서 러시아판 랜스 미사일인 SS-21 스캐럽을 들여와서 KN-02 미사일을 개발한 것으로 알려져 있다.

## 역사
소련은 사거리 70 km 무유도 프로그 미사일을 사거리 70 km SS-21 유도탄으로 교체했다.
- 프로그 미사일, 길이 9.1 m, 직경 0.55 m, 무게 2.5톤, 사거리 70 km, 속도 마하 3, 무유도, 핵탄두
- SS-21, 길이 6.4 m, 직경 0.65 m, 무게 2톤, 사거리 70 km, 유도, CEP 100 m, 속도 마하 5.3, 핵탄두

소련은 1981년 동유럽의 프로그 미사일을 SS-21A로 교체했다. 1983년, 시리아는 소련 SS-21A 몇발을 수입했다. 1996년, 시리아 미사일 기술자는 북한에 SS-21A에 대한 기술적 데이터와 실물 몇발을 제공했다. 북한은 2004년 4월 최초발사했지만 실패했다. 2005년 5월 1일 최초 성공했다. 이후 17회 이상 시험발사했다. 2006년 대량생산을 시작한 것으로 추정된다. 2007년 4월 열병식에 등장했다.
마하3인 프로그 미사일 보다 속도가 빨라져서 마하 5.3(1.8 km/s)이다. 차량이동식 SS-21A를 개성에서 발사하면 불과 28초만에 50 km 떨어진 서울에 도달한다. KAMD의 발사 준비시간, 골든타임은 5분이이라서, 요격이 사실상 힘들다.
예전엔 SS-21A에 북한이 핵탄두를 장착할 수 없다고 보았다. SS-21A에 482 kg의 재래식 탄두를 탑재한다. 그러나 2017년 현재 북한은 200 kg으로 수소폭탄을 소형화하는데 성공한 것으로 분석되고 있다.
독사로 불리는 단거리 탄도 미사일 Kn-02는 방사포처럼 낮게 비행하여 미사일 방어를 어렵게 한다.
2013년 국정원은 KN-02를 사거리 300 km의 대함미사일로 개발하는 것 같다고 추정했다. 보다 고속이어서 요격이 더 어려워졌다.
2014년 한국군은 KN-02가 엔진 성능을 향상시켜서, 사거리 170 km가 되었으며, 30개의 트럭 발사대와 100발의 미사일을 보유했다고 본다. 2014년 8월, 220 km를 비행했다. 25분이 걸리는 킬체인을 무력화 한다.
발사대 트럭이 멈추고 발사준비를 16분만에 마친다. 2분만에 발사가 가능하고, 재장전에 20분이 걸린다. 재장전용 보급차량에는 미사일 4발이 탑재된다.

## 바이퍼
미군은 KN-02에 ‘독사(viper)’라는 별명을 붙였다.

## 대한민국에의 위협
사거리 160km에 이르는 KN-01 미사일과 KN-02 미사일은 함정과 항공기, 육상에서 모두 발사할 수 있다.
원래, 북한의 유일한 고체연료 미사일은 무유도 방식의, 사정거리 70 km인 프로그 미사일 뿐이었다. 이는 휴전선에 배치해도 서울 이남의 군사시설, 특히 평택이나 오산 등을 공격할 수 없었으며 명중률도 떨어졌다. 그러나 KN-02 미사일의 개발로, 북한은 최초의 고체연료, 유도 미사일을 보유하게 되었다. 사정거리도 140km로, 평택, 오산 등의 주한미군 시설을 공격할 수 있게 되었다
최근 국정원은 사거리 300 km를 추정했는데, 개성에서 사드가 배치된 성주까지 270 km, F-15K가 배치된 대구시까지 300 km 거리이다.

## 발사 실험
조선민주주의인민공화국은 2004년부터 2007년까지 모두 12발의 KN-02 미사일을 동해상으로 시험발사한 것으로 파악됐다.
- 2004년 4월 - 동해상으로 KN-02 미사일 1발 발사. 실패함.
- 2005년 5월 1일 - 함북 청진시 인근에서 동해상으로 KN-02 미사일 발사. 2005년 총 5발 발사.
- 2006년 3월 - 동해상으로 KN-02 미사일 3발 발사[5]
  - 티모시 키팅 미 북부사령관은 2006년 3월 14일 미 상원 군사위 국방예산 청문회에서 조선민주주의인민공화국이 초단거리(very short-range)의 지대지 미사일 3기를 발사했다고 밝혔다.
  - 버웰 벨 주한미군 사령관은 청문회에서, 이번 미사일 발사에 대해 "과거에 비해 정확도와 기동성이 획기적으로 도약한 것"이라고 평가했다.
- 2007년 6월 27일 - 함경남도 신상리 미사일 기지에서 동해상으로 KN-02 미사일 3발 발사
  - 2007년 6월 28일, 고든 존드로 미국 백악관 국가안보회의(NSC) 대변인은 "조선민주주의인민공화국의 모든 탄도미사일 활동을 금지한 유엔 안보리 결의 1718호에 대한 위반"이라고 말했다.[6]
- 2014년 8월 14일 - 프란치스코 교황 방한일에 북한이 원산 일대에서 독사 미사일 5발을 동해상으로 발사했다. 깃대령 미사일 기지로 보인다. 한국은 300mm 방사포로 보았는데, 15일 북한이 사진을 공개했다. 방사포 보다 직경이 2배 두꺼웠다. 독사 미사일 직경은 650 mm이다. 그래서 한국은 독사 미사일 5발 발사로 분석을 수정했다. 특이한 점은 독사 미사일 사거리가 120 km로 알려져 있었는데, 5발이 모두 동일한 속도와 고도로 220 km를 비행했다. 깃대령에서 서울까지 170 km, 평택까지 220 km 거리이다. 차량이동식 발사대라서 더 근접해서 발사가 가능하다.

## 국정감사
국회 국방위원회의 2007년 10월 24일 공군 본부에 대한 국정감사에서는 한나라당 김학송 의원은 "북한이 KN-02 미사일에 500㎏의 탄두를 실어 발사하면 축구장 3∼4개 정도가 몰살된다. KN-02 2∼3발만 떨어지면 오산 비행장이 작동 불능상태가 될 것"이라고 말했다. 또한 "북한의 스커드나 노동 미사일은 액체연료를 주입, 우리의 감시체계로 발사 징후를 파악할 수 있지만 KN-02는 고체연료로서 북한이 트럭에 싣고 다니며 쏘면 막을 방법이 없다"고 우려했다.

## 파테-110
북한은 이란에서 파테-110 미사일을 수입한 것으로 알려졌다. KN-02 보다 2배인 사거리 300 km의 고체연료 미사일이다.

## 제원
- 유형: 단거리 지대지 탄도미사일
- 사정거리: 120 ~ 140km
  - 이동발사 차량에 실어 밤새 휴전선 부근으로 이동해 쏘면 평택 미군기지와 오산 공군기지, 한국군 3군사령부 등이 사정권에 들어간다.[8]
  - 2007년 기준으로, 조선민주주의인민공화국이 보유한 장사정포와 프로그 미사일은 평택, 오산에 닿지 않고 스커드 등 탄도미사일은 사거리가 길어 그 지역을 아예 지나간다.
  - 평양을 공격할 수 있는 500 kg 정도의 핵탄두 또는 재래식 탄두를 탑재한 고체연료 탄도미사일인 현무 미사일에 대비하여, KN-02는 서울을 공격할 수 있는 500 kg 정도의 핵탄두 또는 재래식 탄두를 탑재한 고체연료 탄도미사일이다. 원래 서울의 용산 미군기지를 타격할 수 있는 500 kg 정도의 핵탄두 또는 재래식 탄두를 탑재한 고체연료 탄도미사일로 프로그 미사일이 있었다. 그러나 프로그 미사일은 평택 미군기지는 타격할 수 없다.
- 속도: 미확인. 마하 X로 추정
- 발사대: 이동식 차량
- 추진체: 고체연료 1단 로켓
  - 조선민주주의인민공화국이 보유한 탄도미사일 중 유일한 고체연료 로켓이다. 액체연료 주입 시간이 없으며, 장전 즉시 발사된다.
  - 항법: 관성항법장치(INS)
    - 원래 SS-21 B형이 러시아판 GPS인 GLONASS를 사용하는 것으로 알려져 있으나, KN-02가 GLONASS를 사용하는지 여부는 미확인이다.
- 정확도: 원형 공산 오차{CEP} 95 m 이하
  - 조선민주주의인민공화국이 보유한 탄도미사일 중 정확도가 가장 높다.
  - SS-21 B형의 사정거리는 120킬로미터이며, CEP는 95미터이다.
  - 그러나, 노동 1호의 파키스탄 버전인 가우리 2호에서는 GPS를 사용한다고 알려져 있기 때문에, 북한의 미사일 정확도가 실제로 얼마까지 가능한지는 불명확하다.
- 사전 제거 가능성: 사실상 불가능
  - 이동이 용이하고 기동력이 뛰어나 위치 파악이 어렵다. 또 발사 준비시간이 매우 짧으며 정확도가 높아서 KN-02를 사전 제거하기는 매우 힘들다.[9]

## 같이 보기
- 랜스 미사일 - KN-02 미사일은 북한판 랜스 미사일이다.
- SS-21 - 소련판 랜스 미사일이다.
- 장사정포
- 대포동 1호
- 대포동 2호
- 대포동미사일
- 로동 1호
- 로동 2호
- FROG-7
- KN-08 미사일